# 菲拉斯·卡图西
菲拉斯·卡图西（法語：Firas Katoussi，1995年9月6日—），突尼斯男子跆拳道运动员，2019年非洲运动会男子74公斤级金牌得主、2019年世界军人运动会男子74公斤级金牌得主、2022年世界跆拳道锦标赛男子74公斤级铜牌得主。